# Ninepin Group
Ninepin Group (kinesiska: 東洲群島, 东洲群岛) är öar i Hongkong (Kina). De ligger i den östra delen av Hongkong.